# Trenton, New Jersey
Trenton là thủ phủ của tiểu bang New Jersey và là quận lỵ của quận Mercer. Tại thời điểm năm 2008, Cục Điều tra Dân số Hoa Kỳ ước tính thành phố Trenton có dân số 82.883 người.
Trenton có lịch sử ít nhất là từ thời điểm ngày 03 tháng 6 năm 1719, khi việc bổ nhiệm một viên cảnh sát cho Trenton đã được đề cập đến trong khi khu vực này vẫn còn một phần của quận Hunterdon. Ranh giới được ghi nhận cho thị trấn Trenton vào ngày 03 tháng 6 năm 1719. Trenton đã trở thành thủ phủ bang New Jersey vào ngày 25 tháng 11 năm 1790, và thành phố Trenton được thành lập từ bên tron Trenton Towship vào ngày 13 tháng 11 năm 1792. Trenton là một trong các đô thị trong nhóm 104 đô thị ban đầu của New Jersey theo một đạo luật của cơ quan lập pháp bang New Jersey Lập pháp vào ngày 21 tháng 2 năm 1798. Một số khu vực của Trenton Township đã bị tách ra để lập Ewing Township vào ngày 22 tháng 2 năm 1834. Một loạt các vụ sáp nhập đã diễn ra trong khoảng thời gian năm mươi năm, với thành phố lấy thêm đất của quận Nam Trenton (14 tháng 4 năm 1851), các khu vực thuộc Nottingham Township (14 tháng tư 1856), Chambersburg và Millham Township (cả ngày 30 tháng 3 năm 1888) và Wilbur quận (Ngày 28 tháng 2 năm 1898).